# اس‌دی‌ال کورپوریشن
اس‌دی‌ال کورپوریشن (انگلیسی: SDL Corporation) شرکت نرم‌افزار بریتانیایی است، که در سال ۱۹۹۲ تأسیس شد.